# Dietzenberg (Fichtelgebirge)
Der Dietzenberg ist eine unbewaldete Anhöhe nordwestlich von Münchenreuth in der Oberpfalz. Der Gipfel liegt auf 626 m ü. NHN inmitten des Kohlwalds im südöstlichen Fichtelgebirge.

## Geschichte
An der Ostseite verlief in früheren Jahren eine wichtige Straße nach Eger (Cheb).

## Bauwerke
Früher standen dort Kohlenmeiler für die Eisenverhüttung in Arzberg (Oberfranken). In der Sattelmulde zum benachbarten Glasberg steht die Dreifaltigkeitskirche Kappl.

## Karten
- Fritsch Wanderkarte 1:50.000, Blatt 52, Naturpark Fichtelgebirge – Steinwald